# Ozicrypta reticulata
Ozicrypta reticulata là một loài nhện trong họ Barychelidae. Loài này phân bố ờ Queensland.